# Heuersdorf

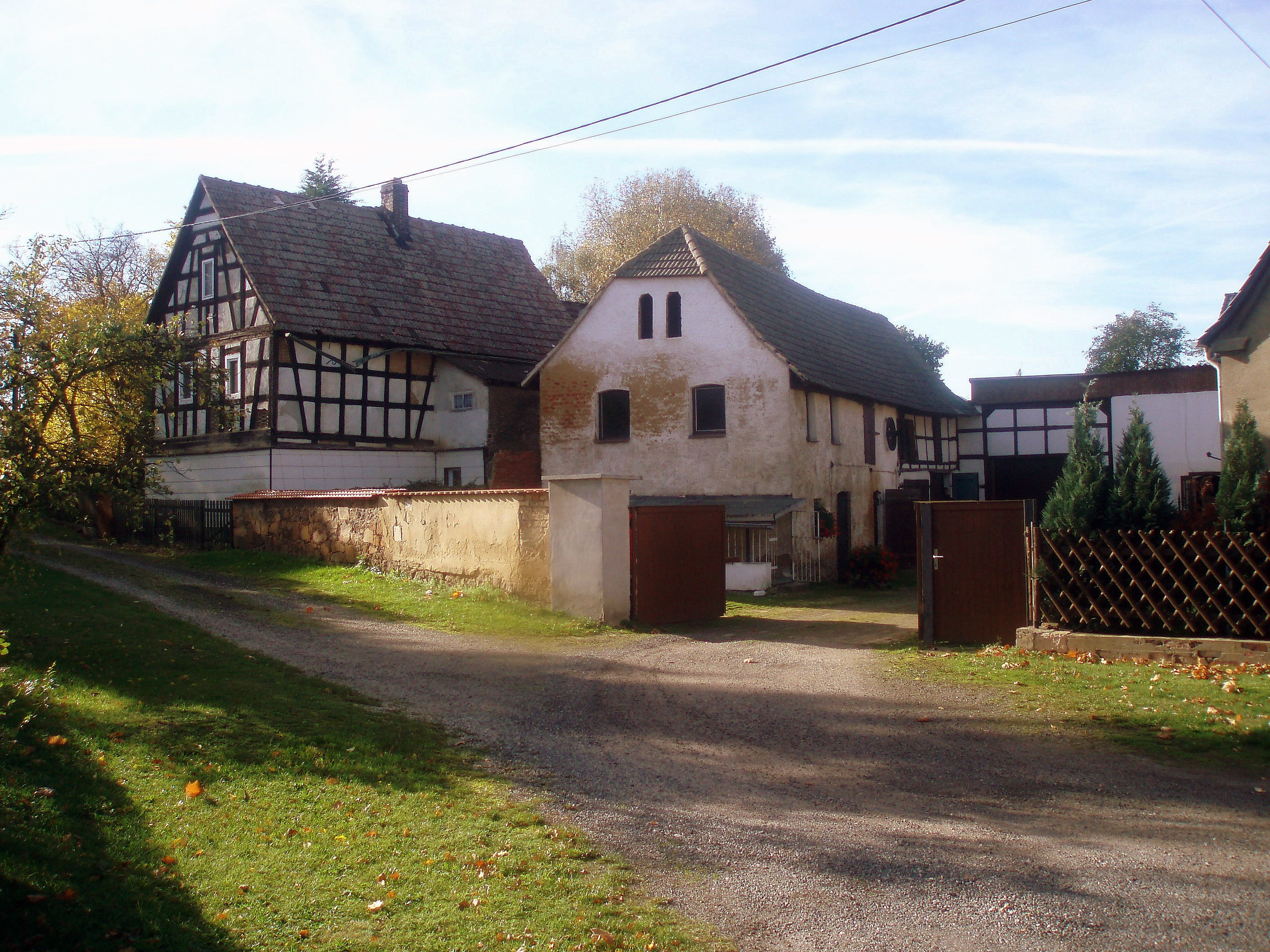
Heuersdorf (octobre 2006)

Heuersdorf était un village allemand qui a la particularité d'être détruit. Il faisait partie de la commune de Regis-Breitingen, dans l'arrondissement du Pays-de-Leipzig (aujourd'hui fusionné dans l'arrondissement de Leipzig), dans le Land de Saxe.
Situé en bordure de la mine de lignite à ciel ouvert de Schleenhain (créée en 1949), il a été progressivement évacué à partir de mai 2006 par le gouvernement allemand, pour permettre d'agrandir la mine et d'exploiter les gisements de lignite découverts dans son sous-sol. Le dernier habitant a quitté le village pendant l'été 2009

## Église d'Emmaüs de Heuersdorf

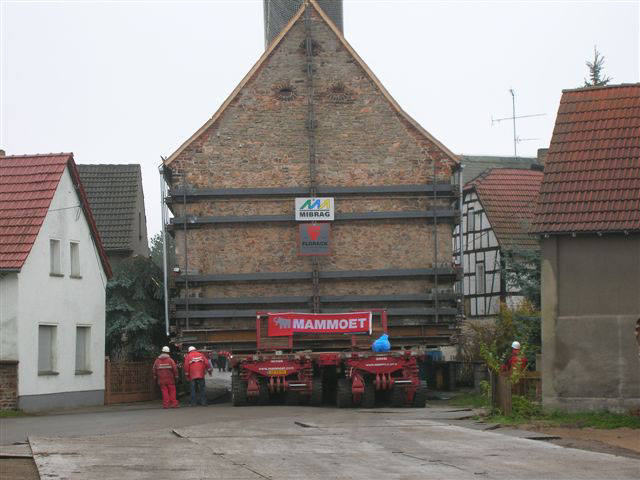
Église en cours de transport

L'église, datée de 1297, est la plus ancienne église fortifiée encore existante en Saxe. Son importance historique a permis sa survie : elle a été déménagée d'une seule pièce à Borna, petite ville à environ 10 kilomètres de Heuersdorf.
Longue de 14,5 m, large de 8,9 m, haute de 19,6 m et pour un poids total de 665 tonnes, elle a été chargée le 23 octobre 2007 sur un camion de 800CV spécialement conçu pour cette opération. Après un voyage lent et très minutieux (l'église chargée sur la remorque ne pouvant supporter une inclinaison de la route de plus de 2 % sous peine de basculer), le convoi n'avait pour les derniers 100 mètres qu'une marge de manœuvre de 4 cm entre les maisons (soit 2 cm de chaque côté). L'édifice est arrivé à Borna 12 jours plus tard, le 31 octobre 2007, jour de la Fête de la Réformation.
L'église a de nouveau ouvert en 2008 lors du culte du dimanche de Pâques, exactement un an après la dernière cérémonie religieuse tenue à l'ancien emplacement.